# گل‌نشین
گل‌نشین، روستایی است از توابع بخش مرکزی شهرستان ساری در استان مازندران ایران.
==نام‌های‌خانوادگی روستا == فلاح،جمالی،پوردهقان،فتاحی،سیدپور،ذبیحی،سیدی،تقوی

## جمعیت
این روستا در دهستان رودپی جنوبی قرار داشته و براساس آخرین سرشماری مرکز آمار ایران که در سال ۱۳۸۵ صورت گرفته، جمعیت آن ۵۴۴نفر (۱۴۱خانوار) بوده‌است.